# Dehaasia brachybotrys
Dehaasia brachybotrys är en lagerväxtart som först beskrevs av Elmer Drew Merrill, och fick sitt nu gällande namn av Kostermans. Dehaasia brachybotrys ingår i släktet Dehaasia och familjen lagerväxter. Inga underarter finns listade i Catalogue of Life.